# Роберто Баккін
Роберто Баккін (італ. Roberto Bacchin, нар. 11 жовтня 1954, Томболо) — італійський футболіст, що грав на позиції півзахисника, нападника за низку італійських клубних команд. По завершенні ігрової кар'єри — тренер.

## Ігрова кар'єра
У дорослому футболі дебютував 1972 року виступами за команду «Беллуно», в якій провів два сезони, взявши участь у 33 матчах чемпіонату. 
Протягом 1974—1975 років захищав кольори клубу «Ріміні».
Своєю грою за останню команду привернув увагу представників тренерського штабу клубу «Торіно», до складу якого приєднався 1975 року. Пробитися до основного складу туринців не зумів та по ходу чемпіонського для команди сезону 1975/76 провів у її складі лише одну гру чемпіонати, після чого залишив «Торіно».
Згодом грав за «Новару» та «Фоджу», а 1979 року уклав контракт з «Барі», у складі якого провів наступні два роки своєї кар'єри гравця. Більшість часу, проведеного у складі «Барі», був основним гравцем команди.
Протягом 1981—1982 років захищав кольори «Удінезе», а завершив ігрову кар'єру в «Катандзаро», за який провів свій заключний сезон.

## Кар'єра тренера
Розпочав тренерську кар'єру, повернувшись до футболу після невеликої перерви, 1988 року, очоливши тренерський штаб «Новари».
Згодом протягом 1990-х і 2000-х працював з низкою інших італійських команд нижчих дивізіонів.

## Титули і досягнення

### Як гравця
- Чемпіон Італії (1):

«Торіно»: 1975-1976